# Санта-Елена-де-Уайрен
Санта-Елена-де-Уайрен (ісп. Santa Elena de Uairén) — місто у Венесуелі, штат Болівар.

## Географія
Лежить у центральній частині Гвіанського нагір'я на кордоні з Бразилією.

### Клімат
Місто знаходиться у зоні, котра характеризується вологим тропічним кліматом. Найтепліший місяць — березень із середньою температурою 22.7 °C (72.9 °F). Найхолодніший місяць — липень, із середньою температурою 21.3 °С (70.3 °F).
| Клімат Санта-Елени-де-Уайрен | Клімат Санта-Елени-де-Уайрен | Клімат Санта-Елени-де-Уайрен | Клімат Санта-Елени-де-Уайрен | Клімат Санта-Елени-де-Уайрен | Клімат Санта-Елени-де-Уайрен | Клімат Санта-Елени-де-Уайрен | Клімат Санта-Елени-де-Уайрен | Клімат Санта-Елени-де-Уайрен | Клімат Санта-Елени-де-Уайрен | Клімат Санта-Елени-де-Уайрен | Клімат Санта-Елени-де-Уайрен | Клімат Санта-Елени-де-Уайрен | Клімат Санта-Елени-де-Уайрен |
| Показник                     | Січ.                         | Лют.                         | Бер.                         | Квіт.                        | Трав.                        | Черв.                        | Лип.                         | Серп.                        | Вер.                         | Жовт.                        | Лист.                        | Груд.                        | Рік                          |
| Середня температура, °C      | 22,1                         | 22,4                         | 22,7                         | 22,5                         | 22,4                         | 21,8                         | 21,3                         | 21,6                         | 21,7                         | 22,2                         | 22,2                         | 21,9                         | 22,1                         |
| Норма опадів, мм             | 79.8                         | 65.9                         | 94.2                         | 188.7                        | 261                          | 311.6                        | 272.4                        | 241.6                        | 153.4                        | 146.1                        | 139.6                        | 112                          | 2066.3                       |
| Днів з опадами               | 12,4                         | 9                            | 11,4                         | 14,5                         | 23,2                         | 25,9                         | 25,7                         | 23,4                         | 15,4                         | 13,6                         | 13,1                         | 13,8                         | 201,4                        |
| Вологість повітря, %         | 78.6                         | 75.7                         | 75.7                         | 79.5                         | 84.3                         | 87.2                         | 87.2                         | 86.1                         | 83                           | 81.2                         | 82                           | 78.7                         | 81.6                         |
| ---------------------------- | ---------------------------- | ---------------------------- | ---------------------------- | ---------------------------- | ---------------------------- | ---------------------------- | ---------------------------- | ---------------------------- | ---------------------------- | ---------------------------- | ---------------------------- | ---------------------------- | ---------------------------- |
| Джерело: Weatherbase         |                              |                              |                              |                              |                              |                              |                              |                              |                              |                              |                              |                              |                              |